# Spilosmylus loloensis
Spilosmylus loloensis is een insect uit de familie watergaasvliegen (Osmylidae), die tot de orde netvleugeligen (Neuroptera) behoort. 
Spilosmylus loloensis is voor het eerst wetenschappelijk beschreven door Krüger in 1914. De soort komt voor in Kameroen.